# لويس أريلانو
لويس أريلانو (بالإسبانية: Luis Eduardo Arellano Moreno) هو لاعب كرة قدم ومدرب كرة قدم فنزويلي، ولد في 4 يناير 1989 في كاراكاس في فنزويلا. لعب مع نادي ألباسيتي ونادي تينيريفي.

## وصلات خارجية
- لويس أريلانو على موقع قاعدة بيانات كرة القدم.إي يو (الإنجليزية)
- لويس أريلانو على موقع Soccerway.com (الإنجليزية)